# Live from Chicago! – Bigger Than Life!!
Live from Chicago! – Bigger Than Life!! ist ein Livealbum, das die US-amerikanische Rhythm and Bluesgruppe Big Twist and the Mellow Fellows auf Alligator Records 1990 veröffentlicht hat.

## Allgemeines
Das Album wurde in Biddy Mulligan´s in Chicago aufgenommen, einem legendären Veranstaltungsort in Chicagos North Side. Die CD enthält neben eigenen Titeln auch drei Songs von Willie Dixon (I Live the Life I Love, Built for Comfort, 300 Pounds of Heavenly Joy).

## Titelliste
1. The Sweet Sound of Rhythm and Blues** (Special, Pina & Tullio, Mellow Fellows Music) (3:13)
2. Funky Tom’s Place* (Special & Barge, Mellow Fellows Music/Sabarco Music) (4:02)
3. Steamroller Blues** (Taylor, Blackwood Music/Country Road Music) (8:08)
4. Too Much Barbeque** (Cameron, Chi-Bone Music) (5:33)
5. I Live the Life I Love* (Dixon, Hoochie Coochie Music) (5:00)
6. Turning Point** (Graham, Content Music/Unichappel Music) (4:30)
7. I’m Coming Home* (Barge, Special & Nolan, Mellow Fellows Music/Sabarco Music) (5:40)
8. Built for Comfort* (Dixon, Monona Music Co.) (3:37)
9. Polk Salad Annie** (White, Temi Combine Music c/o EMI Music) (3:44)
10. 300 Pounds of Heavenly Joy** (Dixon, Hoochie Coochie Music/Arc Music) (3:28)[2]

Arrangiert von Gene Barge(*) oder Pete Special (**)

## Kritikerstimmen
- „If this band doesn’t get you moving by the second or third number, check your pulse. You’re probably dead“ (Wenn diese Band dich nicht spätestens nach der zweiten oder dritten Nummer zum Tanzen bringt, dann überprüfe deinen Puls. Könnte sein, dass du tot bist.)- CHICAGO SUN-TIMES
- „Big Twist’s husky, growling baritone leads his crack horn and rhythm section down a smoky soul street“ (Big Twists heiserer, brummender Bariton führt seine Bläser- und Rhythmusgruppe eine dampfende Soulstraße hinunter.)- BOSTON HERALD[2]
- „Live from Chicago! Bigger Than Life! showcases Big Twist & the Mellow Fellows' strengths in front of a rabidly devoted crowd.“ (... zeigt Big Twist & the Mellow Fellows Stärken vor einer fanatischen Zuhörerschaft.) – Bill Dahl, All Music Guide[3]